# 端野高野道路
端野高野道路（たんのたかのどうろ）は、北海道北見市の北見東IC から北海道網走郡美幌町の美幌高野ICに至る事業中の高速道路である。北海道横断自動車道網走線に並行する自動車専用道路（A'路線）で、一般国道39号として整備されている。
高速道路ナンバリングによる路線番号は、「北海道横断自動車道網走線（本別 - 網走）」として 十勝オホーツク自動車道、北見道路、美幌バイパスとともに「E61」が割り振られている。

## 概要
北見道路と美幌バイパスを結び、両道路間のミッシングリンクを解消し、物流や観光、地域産業の活性化に貢献するほか、高次医療施設へのアクセスの向上が見込まれる。
また、冬季災害による通行止めが多発している国道39号を代替する役割を担い、防災機能の強化や安全性の向上も期待されている。

### 路線データ
- 起点 : 北海道北見市端野町字川向[1]
- 終点 : 北海道網走郡美幌町字高野[1]
- 延長 : 14.3 km[1]
- 規格 : 第1種第3級[3]
- 設計速度 : 80 km/h[3]
- 道路幅員
  - 土工部 : 13.5 m[3]
  - 橋梁部 : 12.0 m[3]
- 車線幅員 : 3.5 m[3]
- 車線数 : 完成2車線[3]

## インターチェンジなど
- 全区間北海道内に所在。
- IC番号欄の背景色が■である区間は既開通区間に存在する。施設欄の背景色が■である区間は未開通区間または未供用施設に該当する。
- 北見東IC以外の名称は仮称である。
- 略字は、ICはインターチェンジを示す。
- 接続路線名の特記がないものは市道。

| IC 番号                                | 施設名                                 | 接続路線名                             | 足寄 から (km)                         | 備考                                   | 所在地                                 | 所在地                                 |
| E61 十勝オホーツク自動車道（北見道路） | E61 十勝オホーツク自動車道（北見道路） | E61 十勝オホーツク自動車道（北見道路） | E61 十勝オホーツク自動車道（北見道路） | E61 十勝オホーツク自動車道（北見道路） | E61 十勝オホーツク自動車道（北見道路） | E61 十勝オホーツク自動車道（北見道路） |
| -------------------------------------- | -------------------------------------- | -------------------------------------- | -------------------------------------- | -------------------------------------- | -------------------------------------- | -------------------------------------- |
| 3                                      | 北見東IC                               | 道道1024号川向端野線                   | 89.3                                   |                                        | オホーツク総合振興局                   | 北見市                                 |
| -                                      | 北見端野IC                             |                                        |                                        |                                        | オホーツク総合振興局                   | 北見市                                 |
| -                                      | 北見緋牛内IC                           |                                        |                                        | 本別方面出入口のみ                     | オホーツク総合振興局                   | 北見市                                 |
| -                                      | 美幌高野IC                             | 国道39号（現道）                       | 103.6                                  |                                        | オホーツク総合振興局                   | 網走郡美幌町                           |
| E61 美幌バイパス                       |                                        |                                        |                                        |                                        |                                        |                                        |

## 歴史
- 2019年（平成31年）度: 事業化[1]。
- 2021年（令和3年）度：工事着手[4][5]。

## 地理

### 通過する自治体
- 北海道
  - オホーツク総合振興局管内
    - 北見市 - 網走郡美幌町

### 接続する高速道路
- E61 北見道路（十勝オホーツク自動車道、北見東ICで直結予定）
- E61 美幌バイパス（美幌高野ICで直結予定）